# McClure (Mondkrater)
McClure ist ein Einschlagkrater auf der Mondvorderseite am südwestlichen Rand des Mare Fecunditatis, östlich des Kraters Colombo und nordöstlich von Cook.
Der Kraterrand ist etwas erodiert und das Innere uneben.
| Buchstabe | Position           | Durchmesser | Link |
| --------- | ------------------ | ----------- | ---- |
| A         | 15,62° S, 48,93° O | 6 km        |      |
| B         | 15,52° S, 49,3° O  | 8 km        |      |
| C         | 14,76° S, 49,78° O | 27 km       |      |
| D         | 14,79° S, 51,7° O  | 22 km       |      |
| M         | 14,23° S, 51,21° O | 21 km       |      |
| N         | 14,22° S, 52,67° O | 9 km        |      |
| P         | 14,79° S, 53,32° O | 12 km       |      |
| S         | 13,76° S, 53,34° O | 4 km        |      |

Der Krater wurde 1935 von der IAU nach dem britischen Polarforscher Robert John Le Mesurier McClure offiziell benannt.